# Fungo medicinal
Fungos medicinais são os fungos que produzem metabólitos clinicamente significativos ou que podem ser induzidos a produzir tais metabólitos com o uso de biotecnologia. A variedade de compostos com potencial medicamentoso que foram identificados incluem antibióticos, drogas anti-câncer, inibidores de colesterol, psicotrópicos, imunosupressores e até mesmo fungicidas. Embora as descobertas iniciais tenham sido feitas com bolores simples, do tipo que causa a deterioração de alimentos, mais tarde, o trabalho identificou compostos úteis em uma ampla gama de fungos.

## História
Apesar de produtos à base de fungos terem sido utilizados na medicina tradicional, provavelmente desde a pré-história, a habilidade de identificar propriedades benéficas e então extrair o ingrediente ativo, iniciou-se com a descoberta da penicilina por Alexander Fleming em 1928. Desde então, muitos antibióticos foram descobertos e o potencial de fungos para sintetizar moléculas biologicamente ativas úteis em uma ampla gama de terapias clínicas tem sido amplamente explorada.
Investigações farmacológicas tem agora remédios antifúngicos, antivirais, e antiprotozoário isolados de fungos.
O fungo com provavelmente o maior registro de uso medicinal, Ganoderma lucidum, é conhecido em Chinês como líng zhī ("espírito da planta"), e em Japonês como mannentake ("cogumelo de 10.000 anos"). No Japão antigo, Grifola frondosa , valia o seu peso em prata, apesar de não terem sido demonstrados significativos benefícios terapêuticos em humanos.
Estudos têm mostrado que outras espécies do gênero Ganoderma, como Ganoderma applanatum, contém compostos anti-tumorais e propriedades anti-fibróticas.
Inonotus obliquus foi usado na Rússia desde o século 16, e é destaque na novela de Alexandr Solzhenitsyn, de 1967, Pavilhão de cancerosos.
Líquens também têm sido usados em muitas tradições de medicina popular para tratar uma ampla gama de doenças. Pesquisas tem demonstrado uma gama de compostos terapeuticamente significativos em algumas espécies de musgos, mas acredita-se que nenhum deles é atualmente usado medicina convencional.

## Aplicações

### Câncer

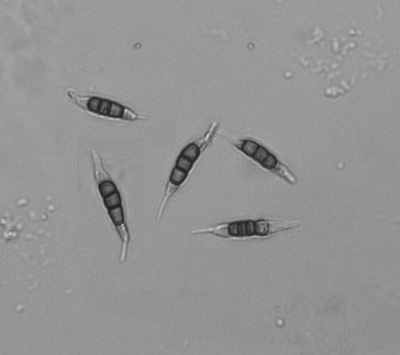
40x aumento - microscopia de esporos de Pestalotiose/Pestalotiopsis. Note os apêndices. Algumas cepas (Pestalotiopsis pauciseta) são conhecidos por produzir taxol.

O Paclitaxel é sintetizado utilizando Penicillium raistrickii e fermentação de células da planta. Os fungos podem sintetizar outros inibidores mitóticos, incluindo vinblastina, vincristina, podofilotoxina, griseofulvina, aurantiamine, oxaline, e neoxaline.
11,11'-Dideoxyverticillin A, um isolado de Penicillium marinhas, foi usado para criar dezenas de compostos semi-sintéticos anticancerígenos. 11,11'-Dideoxyverticillin A , andrastin A, barceloneic acid A, e barceloneic acid B, são inibidores de farnesil transferase que podem ser feitas por Penicillium. 3-O-Methylfunicone, anicequol, duclauxin, e rubratoxin B, são anticâncer/citotóxicos metabólitos de Penicillium.
Penicillium é uma fonte potencial do medicamento para leucemia asparaginase.
Alguns países aprovaram o Beta-glucan de extratos de fungos lentinano, polissacarídeo-K, e polissacarídeo peptídeo como adjuvantes imunológicos. Há alguma evidência de que seu uso tem eficácia em prolongar e melhorar a qualidade de vida de pacientes com certos tipos de câncer, embora o Memorial Sloan-Kettering Cancer Center, observe que "bem projetados, estudos de grande escala são necessários para estabelecer o papel da lentinan como um útil complemento para o tratamento de câncer". de Acordo com a Cancer Research UK, "não há atualmente nenhuma evidência de que qualquer tipo de cogumelo cubensis ou extrato de cogumelo pode prevenir ou curar o câncer". Metabólitos de fungos, tais como o ergosterol, clavilactonas, e triterpenoides são eficientes inibidores de Cdk que levam ao G1/S ou G2/M prenderem células cancerosas. Outros metabólitos, tais como panepoxydone, são inibidores do NF-kB. Alguns fragmentos da parede celular de fungos são antagonistas de receptores VEGF

### Agentes antibacterianos. (antibióticos)
Alexander Fleming, liderou o caminho para os antibióticos beta-lactâmicos com o fungo Penicillium e a penicilina. Descobertas subseqüentes, incluído alamethicin, aphidicolin, brefeldin A, Cefalosporina, cerulenin, citromycin, eupenifeldin, fumagillin, fusafungine,  ácido fusidico, itaconic acid, MT81, nigrosporin B, usnic acid, verrucarin A, vermiculine e muitos outros.

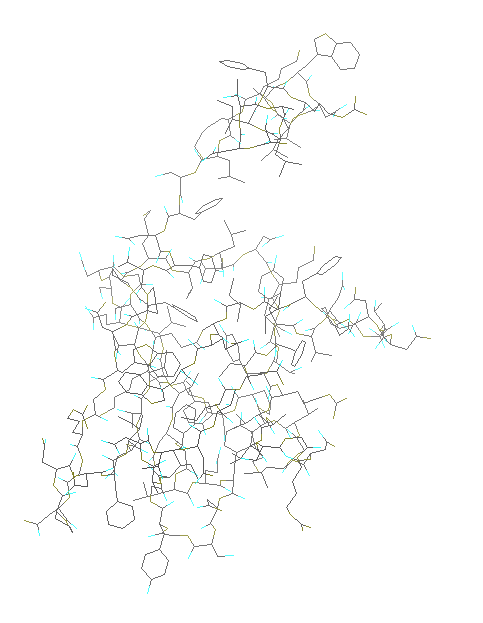
Ling Zhi-8, uma proteína imunomoduladora isolada de Ganoderma lucidum

Os antibióticos retapamulin, tiamulin, e valnemulin são derivados do metabólito de fungo pleuromutilin. Plectasin, austrocortilutein, austrocortirubin, coprinol, oudemansin A, strobilurin, illudin, pterulone, e sparassol são antibióticos isolados de espécies do filo basidiomycota.

### Os inibidores da biossíntese do colesterol
As estatinas são uma importante classe de medicamentos para baixar o colesterol; a primeira geração de estatinas foi obtida a partir de fungos.

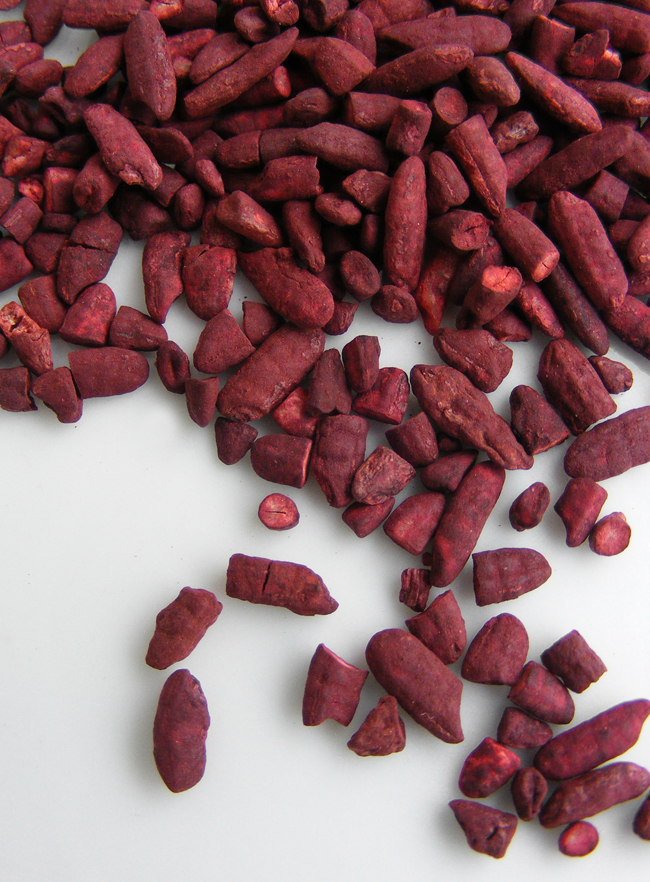
A levedura de arroz vermelho, o fungo Monascus purpureus, pode sintetizar três estatinas.

O precursor da Pravastatina, a mevastatina pode ser extraído de Penicillium. Lovastatina, a primeira estatina comercial, foi extraída a partir de um caldo de fermentação do Aspergillus terreus. A produção industrial é agora capaz de produzir 70 mg de lovastatina por kg de substrato.
A levedura de arroz vermelho, o fungo Monascus purpureus, pode sintetizar lovastatina, mevastatina, e o precursor da simvastatina, monacolin J. Os ácidos zaragozicos foram isolados a partir de ascomycota. Nicotinamida riboside, um inibidor da biossíntese do colesterol, é feita por Saccharomyces cerevisiae.
Outros compostos incluem a Sinvastatina, um semi-sintético derivado da Lovastatina.

### Antifúngicos
Griseofulvina, caspofungin, strobilurin, azoxistrobina, micafungina, e echinocandina, são todos extraídos de fungos. Anidulafungin é um derivado de um metabólito de Aspergillus.

### Imunosupressão
Ciclosporina, foi descoberto em Tolypocladium inflatum.Bredinin foi descoberto em Eupenicillium brefeldianum. O ácido micofenólico foi descoberto em Penicillium stoloniferum. Fungos termofílicos foram a origem  do precursor do fingolimod, myriocin. Aspergillus sintetiza os imunosupressores gliotoxin e endocrocin. Subglutinols são imunosupressores isolados de Fusarium subglutinans.
Outros compostos incluem mizoribine.

### Malária
Codinaeopsin, efrapeptins, zervamicins, e antiamoebin, são feitas por fungos.

### Diabetes
Muitos compostos isolados de fungos funcionam como inibidores DPP-4, inibidores da alfa-glicosidase, e inibidores de alfa amilase in vitro. Ternatin suprime a hiperglicemia.
Aspergillusol A é um  inibidor de alfa-glicosidase feito por Aspergillus.
Sclerotiorin é uma aldose redutase feita por Penicillium.

### Efeitos psicotrópicos
Muitos fungos tem efeitos psicotrópicos bem documentados, alguns deles severos e alguns deles associados  com efeitos colaterais agudos e potencialmente fatais. Bem conhecidos entre esses está Amanita muscaria. Mais conhecidos e usados informalmente estão uma grande variedade de fungos coletivamente conhecidos como "cogumelos mágicos", que contém psilocibina e psilocina.
A história da panificação também é repleta de referências ao mortal ergotismo causado por cravagens, mais comumente Claviceps purpurea, um parasita de culturas de cereais. Um número de drogas terapeuticamente úteis foram extraídas a partir da cravagem de centeio, incluindo ergotamina, pergolide e cabergolina.
Compostos psicotrópicos criados a partir de alcalóides de claviceps também incluiem di-hidroergotamina, metisergida, methylergometrine, hydergine, nicergolina, lisuride, bromocriptina, cabergolina, pergolide. Polyozellus multiplex sintetiza inibidores de prolil endopeptidase polyozellin, thelephoric acid, kynapcins. Isolados de fungos neurotróficos incluem L-theanine, tricholomalides, scabronines, termitomycesphins. Muitos fungos sintetizam a parcial, não-seletiva, agonista do receptor de serotonina/analógo psilocina.
Várias outras espécies, incluindo espécies de Aspergillus e Penicillium, foram induzidas a produzir alcalóides de cravagem.

### Vitaminas

A fotoquímica da biossíntese de Vitamina D

Os fungos são uma fonte de vitamina D. Os fungos podem sintetizar a vitamina D2 (ergocalciferol), D4 (22-dihydroergocalciferol), e D1 (Lumisterol+D2).

### Fitase
Aspergillus niger é utilizada para a produção recombinante de fitase, uma enzima adicionada a alimentos para animais, para melhorar a absorção de fósforo.

## Espécies comestíveis, com metabólitos clinicamente significativos
Muitas espécies comestíveis têm se mostrado eficazes em produzir metabólitos clinicamente significativos. No entanto, é improvável que comer fungos com tais propriedades tenha qualquer efeito medicinal benéfico. A maioria dos compostos de interesse, quando utilizado para fins médicos são sintetizados em escala industrial e são embalados e administrados de modo a maximizar o potencial benefício.
Os fungos listados abaixo têm mostrado efeito significativo, como evidenciado por ensaios clínicos em seres humanos publicadas em artigos revisados por pares e citado em fontes secundárias.
Agaricus subrufescens (Agaricus blazei/brasiliensis, cogumelo amêndoa) é um fungo associado com o Brasil e o Japão. Pesquisa e pequenos estudos clínicos demonstraram que o extrato de A. subrufescens tem atividade antihiperglicêmica e atividade anticancerígena. Brefeldin A e blazein foram isolados de A. subrufescens.
Boleto badius tem sido mostrado útil para sintetizar theanine , que se alega ter leves propriedades psicoativas.
Cordyceps sinensis é um fungos entomopatogênicos coletados no Planalto Tibetano. O imunossupressor ciclosporina foi originalmente isolado de Cordyceps subsessilis. O análogo da adenosina, cordycepin foi originalmente isolado de Cordyceps. Outros  isolados de Cordyceps incluem, cordymin, cordycepsidone, e cordyheptapeptide. CS-4 é comercialmente vendido como C. sinensis, mas Cs-4 foi recentemente confirmada para ser uma espécie diferente das espécies de Cordyceps utilizadas na medicina tradicional Chinesa. CS-4 é adequadamente conhecida como Paecilomyces hepiali. Hirsutella sinensis é a forma assexuada aceita de C. sinensis.
Lentinula edodes (Shiitake) tem sido usado como uma fonte de Lentinano, AHCC, e eritadenine. Em 1985, o Japão aprovou o lentinan como um adjuvante para o câncer gástrico. Estudos indicam prolongada sobrevivência e a melhora da qualidade de vida quando os pacientes com câncer gástrico com incuráveis ou recorrentes doenças são tratadas com lentinan, em combinação com outros agentes quimioterápicos.
Ustilago maydis sintetiza ustilagine e ustilagic acid.
O Ganoderma lucidum (Ling zhi, mannentake, reishi) tem uma longa história de uso medicinal. Ele contém ácido p-hidroxibenzóico, ácido cinâmico, e outros compostos.
Hydnellum peckii fornece atromentin, um anticoagulante isolado da micorriza.
Schizophyllum commune produziu o schizophyllan (SPG, sizofiran, sonifilan), que tem sido pesquisado clinicamente para a atividade anticancerígena. Hidrofobina foi originalmente isolada de S. comuna. Um polissacarídeo quimicamente análogo, scleroglucan, é um isolado de Sclerotium rolfsii.
Trametes versicolor produz a polissacarídeos proteína-dependentes PSK e PSP (polisacaropeptideo) a partir de diferentes cepas de micélio. No Japão, PSK é um adjuvante do tratamento de câncer gástrico. O japão começou a usar a PSK em 1977, enquanto que a China começou a usar o PSP em 1987.

## Leveduras
Saccharomyces é usado industrialmente para produzir o aminoácido lisina, bem como proteínas recombinantes de insulina e antígeno de superfície da Hepatite B. Leveduras transgênicas são usadas para produzir artemisinina, bem como uma série de análogos de insulina. Candida é usada industrialmente para produzir vitaminas, ácido ascórbico e riboflavina. Pichia é usado para produzir o aminoácido triptofano e vitamina piridoxina. Rhodotorula é usado para produzir o aminoácido fenilalanina. Moniliella é usado industrialmente para produzir o açúcar álcoolico eritritol.